# 崇庆寺
35°58′50″N 112°57′35″E / 35.98056°N 112.95972°E
崇庆寺位于中国山西省长治市长子县色头镇琚村北侧的紫云山山腰，东北西三面环山，南临浊漳河支流陶清河，已列为全国重点文物保护单位。

## 历史
崇庆寺始建于北宋大中祥符九年（1016年），明清有扩建。

## 建筑
全寺坐北朝南，有前后两组建筑。天王殿和千佛殿居中，东西配殿为卧佛殿和大士殿，西北有地藏殿，东北有方丈院。其中正殿千佛殿为宋代建筑，天王殿、地藏殿为明代建筑，其余为清代建筑。
千佛殿为主殿，面阔三间，进深六椽，单檐歇山顶，为宋代原构。
西配殿大士殿面阔三间，进深六椽，单檐悬山顶，梁架为宋代原构。

## 彩塑
千佛殿佛坛上的塑像为宋代原作。四面墙壁上原有大量小佛像，现在仅存西山墙的200尊。
西配殿大士殿的宋代彩塑，佛坛上为三大士像，观音、文殊、普贤同乘瑞兽，佛坛下有北宋元丰二年（1079年）题记。两侧的十八罗汉塑像，是生动传神的艺术精品，钱绍武教授评价为宋塑之冠。

## 保护
1996年11月20日，崇庆寺由中华人民共和国国务院公布为第四批全国重点文物保护单位，编号4-98。

## 衍生
在游戏《黑神话悟空》中，“十殿阎罗”取景于崇庆寺。